# Strongylognathus palaestinensis
Strongylognathus palaestinensis là một loài côn trùng thuộc họ Formicidae. Đây là loài đặc hữu của Israel.